# Farní sbor Českobratrské církve evangelické v Děčíně
Farní sbor Českobratrské církve evangelické v Děčíně je územní farní sbor Českobratrské církve evangelické se sídlem v Děčíně a kazatelskou stanicí v Benešově nad Ploučnicí. Sbor je jedním ze sborů tvořících Ústecký seniorát.
Farářem je Tomáš Matějovský, kurátorkou sboru Marie Frostová.

## Historie
Sbor se ustavil v roce 1946 a převzal novogotický kostel Ježíše Krista na Teplické ulici v místní části Podmokly, vybudovaný v roce 1884 německými evangelíky augsburského vyznání.

### Faráři sboru
- Jan Sláma (1947–1949)
- Zdeněk Jokl (1949–1952)
- Pavel Pellar (1956–1959)
- Renatus Schiller (1957–1968)
- Jaroslav Vetter (1959–1961)
- Jiří Altynski (1969–1972)
- Petr Čapek (1975–2007, 2009–2013)
- Tomáš Matějovský (od 2013)[1]